# Scenes in Delhi, India
Scenes in Delhi, India è un cortometraggio muto del 1912. Non si conosce né il nome del regista, né quello dell'operatore del film, un documentario girato a Delhi, in India.

## Produzione
Il film fu prodotto dalla Edison Company.

## Distribuzione
Distribuito dalla General Film Company, il film - un documentario di 110 metri - uscì nelle sale cinematografiche degli Stati Uniti il 18 maggio 1912. Nelle proiezioni, veniva programmato con il sistema dello split reel, accorpato in un'unica bobina con un altro cortometraggio prodotto dalla Edison, A Romance of the Ice Fields.